# Гомолинские
Гомолинские (пол. Gomoliński) — польский дворянский род, герба Елита.
Станислав Гомолинский был епископом Луцким (1589—1594 гг.). Ближайший родоначальник существующей ветви, Фома Гомолинский, был чашником Саноцким (1722 года).
Его потомство внесено в I часть Родословной книги Киевской губернии.